# 930er
Portal Geschichte | Portal Biografien | Aktuelle Ereignisse | Jahreskalender | Tagesartikel

◄ |
9. Jh. |
10. Jahrhundert
| 11. Jh. | ►

◄ |
900er |
910er |
920er |
930er
| 940er | 950er | 960er | ►

930 |
931 |
932 |
933 |
934 |
935 |
936 |
937 |
938 |
939

## Ereignisse
- 932: Genua wird von den Sarazenen überfallen. Viele Einwohner werden in die Sklaverei verschleppt.
- König Heinrich I. verweigert den Ungarn vor Ablauf des Waffenstillstandes weiteren Tribut und schlägt den ungarischen Großfürsten Zoltán mit einem Reichsaufgebot am 15. März 933 in der Schlacht bei Riade an der Unstrut.
- 2. Juli 936: König Heinrich I. der Vogler stirbt, sein Sohn Otto I. wird am 7. August in der alten Kaiserpfalz Aachen zum König gekrönt. Seine Brüder Thankmar und Heinrich von Sachsen fühlen sich übergangen und erheben sich gegen ihn.